# Christian Schad
Christian Schad (21. srpna 1894 Miesbach – 25. února 1982 Stuttgart) byl německý malíř a fotograf spojovaný především s dadaismem a Novou věcností.

## Životopis
Pocházel z bavorské právnické rodiny, studoval umění v Mnichově. Jako pacifista uprchl před odvodem do první světové války do Švýcarska. Zde se připojil k místním dadaistům, jako byli Hans Arp a Hugo Ball. Tehdy vytvořil svou vlastní verzi fotogramu, kterou pak Tristan Tzara nazval Schadograf. Počátkem dvacátých let pobýval v Itálii, kde si vzal za manželku Marcellu Arcangeliovou, dceru římského profesora. Roku 1927 se Schadovi odstěhovali do Vídně, kde Christian Schad maloval v duchu hnutí Nová věcnost. Koncem dvacátých let se pak Schad usadil v Berlíně, téměř přestal malovat a byl poměrně neznámý. Po vybombardování svého ateliéru roku 1943 se přestěhoval do Aschaffenburgu, kde získal od města zakázku, na které pracoval do roku 1947 – vytvořit kopii Grünewaldova obrazu Madona s dítětem z kostela ve Stuppachu. Schadova budoucí druhá žena Bettina zachránila z Berlína řadu jeho prací a zpočátku provizorní útočiště v Aschaffenburgu se stalo Schadovým domovem do konce jeho života.
V padesátých letech Schad pracoval ve stylu magického realismu a v šedesátých letech se vrátil ke svým dadaistickým počátkům a experimentoval s fotogramy. Tehdy také opět začal po několika úspěšných výstavách patřit ke známým umělcům.